# Boris Gryzłow
Borys Wiaczesławowicz Gryzłow (ros. Борис Вячеславович Грызлов; ur. 15 grudnia 1950 we Władywostoku) – rosyjski polityk. Lider partii Jedna Rosja w latach 2005–2007. Minister spraw wewnętrznych Federacji Rosyjskiej w latach 2001–2003 oraz przewodniczący Dumy Państwowej Federacji Rosyjskiej w latach 2003–2011.

## Życiorys
W 1973 ukończył studia w Elektrotechnicznym Instytucie Łączności w Leningradzie ze specjalnością radioinżyniera. Pracował jako inżynier w Zjednoczeniu Naukowo-Produkcyjnym im. Kominternu. Był członkiem KPZR. W latach 1977–1996 pracował w Zjednoczeniu Produkcyjnym „Elektronpribor” na różnych stanowiskach: od funkcji konstruktora do dyrektora oddziału. Od 1996 był dyrektorem Naukowo-Metodycznego Centrum Nowych Technologii Bałtyckiego Państwowego Uniwersytetu Technicznego im. Ustinowa. W 1999 został przewodniczącym Międzyregionalnej Fundacji „Rozwój Regionów” w Sankt Petersburgu.
Działał w proprezydenckim ruchu „Jedność”. Od 1999 był szefem jego regionalnego oddziału w Sankt Petersburgu. W latach 1999–2001 zasiadał jako deputowany w Dumie Państwowej Federacji Rosyjskiej. Od 2000 był przewodniczącym frakcji parlamentarnej „Jedności”.
W marcu 2001 został powołany na stanowisko ministra spraw wewnętrznych. Stał się jednym z najbliższych współpracowników prezydenta Władimira Putina. W 2002 stanął na czele popierającej prezydenta partii Jedna Rosja, która w 2003 wygrała wybory parlamentarne. Od 2003 pełnił funkcję przewodniczącego Dumy Państwowej i przewodniczącego frakcji parlamentarnej „Jedna Rosja”. Był również przewodniczącym Zgromadzenia Parlamentarnego Związku Białorusi i Rosji.
W czasie wydarzeń Pomarańczowej Rewolucji na Ukrainie w 2004 brał udział w obradach „okrągłego stołu” jako negocjator ze strony rosyjskiej.

## Odznaczenia
- Order „Za zasługi dla Ojczyzny” II klasy (2005)[1]
- Order „Za Zasługi dla Ojczyzny” III klasy (2008)[2]
- Order Aleksandra Newskiego (2014)[3]
- Order Honoru (2000)[4]
- Order „Przyjaźń” I klasy (Kazachstan)
- Order Honoru (Naddniestrze, 2006)[5]